# Oliver Stolz
Oliver Stolz (* 28. Juni 1966 in Pinneberg) ist ein deutscher parteiloser Politiker, Er war von 2010 bis 2020 Landrat des Kreises Pinneberg.

## Leben
Stolz besuchte das Wolfgang-Borchert-Gymnasium in Halstenbek. Nach dem Abitur studierte er Verwaltungswissenschaften an der Fachhochschule für Verwaltung und Dienstleistung und schloss sein Studium als Diplom-Verwaltungswirt (FH) ab. Am 11. Juni 2006 wurde er zum Bürgermeister der Gemeinde Rellingen gewählt. Zuvor hatte er bereits seit 1989 in verschiedenen Positionen, unter anderem im Ordnungsamt und als Leiter des Bauamtes, in der dortigen Gemeindeverwaltung gearbeitet. Des Weiteren war Stolz stellvertretender Vorsitzender und Vorstandsmitglied des Schleswig-Holsteinischen Gemeindetages.
Am 10. Februar 2010 wurde der parteilose Stolz vom Kreistag zum Landrat des Kreises Pinneberg gewählt. Er wurde von der CDU-Kreistagsfraktion und der Kreistagsfraktion der Grünen vorgeschlagen und erreichte im zweiten Wahlgang die absolute Mehrheit. Am 1. April 2010 trat er das Amt an. Die parteilose Anja Radtke folgte ihm in das Bürgermeisteramt der Gemeinde Rellingen nach und trat selbiges am 1. Oktober 2010 an. Zum 2. Januar 2021 wechselte Stolz als Verbandsvorsteher zum Sparkassen- und Giroverband für Schleswig-Holstein.
Stolz ist verheiratet und hat drei Kinder.

## Kritik
Die Umstände im Hinblick auf den genauen Zeitpunkt des Wechsels zum Sparkassen- und Giroverband für Schleswig-Holstein löste in den Medien und vom Steuerzahlerbund Kritik aus.
Ursprünglich hatte Stolz im April 2020 als Zeitpunkt seines Ausscheidens aus dem Amt als Landrat den 31. Dezember 2020 gewählt, um die gut dotierte Stelle als Präsident des schleswig-holsteinischen Sparkassenverband zum 1. Januar 2021 anzutreten. Die Entlassungsurkunde für den scheidenden Landrat sei schon mit Datum 31. Dezember 2020 vorbereitet worden.
Inzwischen wurde vom Landtag in Schleswig-Holstein im September 2020 eine Gesetzesänderung des schleswig-holsteinischen Beamtenrechts beschlossen, die ab dem 1. Januar 2021 in Kraft getreten war. Dadurch können ausscheidende Beamte ihre Pensionsansprüche mitnehmen; sprich sichern. Offensichtlich basierend auf dieser Änderung im Beamtenrecht, wurde zum 2. Dezember 2020 bekannt, dass Stolz dem Hauptausschuss des Kreistages Ende Oktober mitgeteilt habe, dass er das Landratsamt erst mit Ablauf des 1. Januar 2021 zu verlassen gedenke – also 24 Stunden später als ursprünglich geplant. 
Der Bund der Steuerzahler warf Stolz daraufhin vor, dass – obwohl seine neue Tätigkeit doppelt so gut bezahlt sei wie vorher – er trotzdem das Sicherheitsnetz des Beamtentums nutzen wolle. Auch wenn damit keine Erhöhung des Ruhegehaltes einher gehe und das Vorgehen legal sei, so warfen ihm der Steuerzahlerbund und Mitgliedern des Ältestenrats des Kreistages moralische Bedenken vor, da Stolz als Landrat immer auf äußerste Korrektheit bedacht gewesen sei und dies nicht mit dem eigenen Verhalten zum Ende seiner Amtszeit zusammenpasse. Stolz wollte sich ursprünglich öffentlich im Kreistag zu der Angelegenheit erklären, verzichtete dann aber darauf.